# Mali Harries
Mali Rhys Harries (Cardiff, 6 juli 1976) is een Welshe actrice.

## Biografie
Harries studeerde af aan de Bristol Old Vic Theatre School in Bristol. Zij is in 1999 getrouwd met acteur Matthew Gravelle, met wie zij twee kinderen heeft.
Harries begon in 1996 met acteren in de film The Levels, waarna zij nog meerdere rollen speelde in films en televisieseries. Zo speelde zij in onder andere Foyle's War (2002-2007), Critical (2015) en Hinterland (2013-2016). Met haar rol in Hinterland won zij in 2016 een BAFTA Wales Award in de categorie Beste Actrice.

## Filmografie

### Films
Uitgezonderd korte films.
- 2012 The Best of Men - als Shirley Bowen
- 2011 Ar y Tracs: Y Tren i'r Gem - als Sophie
- 2010 Leap Year - als vertegenwoordigster van Gaelic Air
- 2009 Ar y Tracs - als Sophie Thomas
- 2006 Sixty Six - als mrs. Shivers
- 2004 May 33rd - als Sarah Sorensson
- 2003 Byron - als Ann Rood
- 2003 Y Mabinogi - als Cigfa (stem)
- 2003 Final Demand - als Corinne
- 2000 P.O.V. - als Gloria
- 1996 The Levels - als Alex

### Televisieseries
Uitgezonderd eenmalige gastrollen.
- 2022 The Archers - als Natasha Archer (stem) - 3 afl.
- 2018-2022 Pobol y Cwm - als Jaclyn Parri - 20 afl.
- 2017 Keeping Faith - als Bethan Price - 8 afl.
- 2013-2016 Hinterland - als inspecteur Mared Rhys - 13 afl.
- 2015 Lewis - als Sarah Alderwood - 2 afl.
- 2015 Critical - als Nerys Merrick - 9 afl.
- 2010-2013 The Indian Doctor - als Megan Evans - 15 afl.
- 2006 Baker Boys - als Lucy - 6 afl.
- 2010 Pen Talar - als Sian Lewis - 8 afl.
- 2009 Murderland - als DC Hart - 2 afl.
- 2002-2007 Foyle's War - als Jane Milner - 4 afl.
- 2006 Caerdydd - als Kate Ford - 3 afl.